# Pannaria subfusca
Pannaria subfusca är en lavart som beskrevs av P. M. Jørg. Pannaria subfusca ingår i släktet Pannaria och familjen Pannariaceae.   Inga underarter finns listade i Catalogue of Life.